# Renko
Renko (in svedese Rengo) è stato un comune finlandese di 2 378 abitanti, situato nella regione del Kanta-Häme. È stato soppresso nel 2009 ed è ora compreso nel comune di Hämeenlinna.